# 18th Street (stacja metra)
18th Street – stacja metra nowojorskiego, na linii 1 i 2. Znajduje się w dzielnicy Manhattan, w Nowym Jorku i zlokalizowana jest pomiędzy stacjami 23rd Street i 14th Street. Została otwarta 1 lipca 1918.